# Mein Herz (Lied)
Mein Herz ist ein Schlager der Schweizer Sängerin Beatrice Egli aus dem Jahr 2013. Er war die erste Singleauskopplung aus ihrem dritten Studioalbum Glücksgefühle. Das Stück wurde von Dieter Bohlen geschrieben und produziert. Egli sang Mein Herz im Finale der zehnten Staffel von Deutschland sucht den Superstar, in der sie Siegerin wurde.
Mit dem Lied trat Egli unter anderem bei Let’s Dance und im ZDF-Fernsehgarten auf. Das zugehörige Video wurde in Barcelona an der Costa Brava gedreht und hatte am 17. Mai 2013 Premiere.

## Chartplatzierungen
Mein Herz erreichte in Deutschland die Spitzenposition der Singlecharts und platzierte sich dort eine Woche sowie drei Wochen in den Top 10 und 24 Wochen in den Charts. In den deutschen Konservativ-Pop-Airplaycharts erreichte die Single ebenfalls die Chartspitze. In Österreich erreichte die Single ebenfalls die Chartspitze und hielt sich eine Woche an dieser sowie zwei Wochen in den Top 10 und 19 Wochen in der Hitparade. In der Schweizer Hitparade erreichte Mein Herz auch Rang eins, wo sich die Single eine Woche hielt sowie drei Wochen in den Top 10 und 20 Wochen in den Charts. 2013 platzierte sich Mein Herz auf Rang 45 der deutschen Singlejahrescharts sowie auf Rang 54 in Österreich und Rang 35 in der Schweiz. In den Konservativ-Pop-Jahrescharts belegte Mein Herz Platz drei hinter Einsamer Stern (Matthias Reim) und Fehlerfrei (Helene Fischer).
Bohlen erreichte in seiner Autorentätigkeit mit Mein Herz zum 20. Mal die Chartspitze der deutschen Singlecharts, womit er seinen Rekord als Autor mit den meisten Nummer-eins-Erfolgen ausbaute. In Österreich erreichte er hiermit zum 13. Mal die Chartspitze als Autor, in der Schweiz zum zwölften Mal.
| ChartsChartplatzierungen | Höchstplatzierung | Wochen |
| ------------------------ | ----------------- | ------ |
| Deutschland (GfK)        | 1 (24 Wo.)        | 24     |
| Österreich (Ö3)          | 1 (19 Wo.)        | 19     |
| Schweiz (IFPI)           | 1 (20 Wo.)        | 20     |

| ChartsJahrescharts (2013) | Platzierung |
| ------------------------- | ----------- |
| Deutschland (GfK)         | 45          |
| Österreich (Ö3)           | 54          |
| Schweiz (IFPI)            | 35          |

## Auszeichnungen für Musikverkäufe
| Land/Region        | Auszeichnungen für Musikverkäufe (Land/Region, Auszeichnung, Verkäufe) | Verkäufe |
| ------------------ | ---------------------------------------------------------------------- | -------- |
| Deutschland (BVMI) | Gold                                                                   | 150.000  |
| Schweiz (IFPI)     | Gold                                                                   | 15.000   |
| Insgesamt          | 2× Gold ·                                                              | 165.000  |